# Derrick Brooks
Derrick Dewan Brooks (geboren am 18. April 1973 in Pensacola, Florida) ist ein ehemaliger US-amerikanischer American-Football-Spieler auf der Position des Linebackers. Er spielte seine gesamte Karriere lang für die Tampa Bay Buccaneers in der National Football League (NFL), mit denen er den Super Bowl XXXVII gewann. Er wurde elfmal in den Pro Bowl gewählt, war in der Saison 2002 NFL Defensive Player of Year und ist seit 2014 Mitglied der Pro Football Hall of Fame. Für sein soziales Engagement wurde Brooks 2000 mit dem Walter Payton Man of the Year Award ausgezeichnet.

## Karriere

### College
Brooks besuchte die Booker T. Washington High School in seiner Heimatstadt Pensacola, Florida. Anschließend ging er von 1991 bis 1994 auf die Florida State University, um College Football für die Florida State Seminoles zu spielen. In der Saison 1993 gewann er mit Florida State die nationale Meisterschaft, zudem gewannen die Seminoles dreimal die Meisterschaft in der Atlantic Coast Conference (ACC). Brooks wurde dreimal in das All-Star-Team seiner Conference gewählt, war zweimal Consensus All-American und wurde 1994 als Player of the Year in der ACC ausgezeichnet. In seinen vier Jahren am College setzte er 274 Tackles, erzielte 8,5 Sacks und fing fünf Interceptions.
In der Saison 2010 zogen die Seminoles die Nummer 10, die Brooks in seiner Zeit für Florida State getragen hatte, zurück. 2016 wurde er in die College Football Hall of Fame aufgenommen.

### NFL
Im NFL Draft 1995 wurde Brooks in der ersten Runde an 28. Stelle von den Tampa Bay Buccaneers ausgewählt. Zuvor hatten die Buccaneers sich mit ihrem Erstrundenwahlrecht bereits für Warren Sapp entschieden. Um nochmals in der ersten Runde auswählen zu dürfen, tauschten sie zwei Zweitrundenwahlrechte gegen den Erstrundenpick der Dallas Cowboys.
In der Saison 1997 wurde Brooks in seinen ersten Pro Bowl gewählt. Mit ihm erreichten die Buccaneers in diesem Jahr erstmals seit 1982 die Play-offs. Zusammen mit Jim Flanigan von den Chicago Bears wurde Brooks mit dem Walter Payton Man of the Year Award 2000 geehrt. Er war der erste Spieler der Tampa Bay Buccaneers, der diese Auszeichnung erhielt. Geehrt wurde Brooks’ soziales Engagement für benachteiligte Kinder, das er 1997 aufgenommen hatte. Seine erfolgreichste Saison spielte Brooks 2002, als er zum NFL Defensive Player of Year gewählt wurde. Ihm gelangen vier defensive Touchdowns in der Regular Season, davon dreimal nach Interceptions. Ein weiterer Pick Six gelang ihm im Super Bowl XXXVII, den die Buccaneers mit 48:21 gegen die Oakland Raiders gewannen und damit ihren ersten Super-Bowl-Sieg errangen. In der Saison 2006 wurde Brooks zum zehnten Mal in Folge für den Pro Bowl nominiert und gewann die Auszeichnung als Most Valuable Player (MVP) des Pro Bowls.
Nach vierzehn Saisons, in denen er von 224 Spielen der Regular Season kein einziges verpasste, entließen die Buccaneers Brooks am 25. Februar 2009. Am 11. August 2010 erklärte Brooks sein Karriereende, nachdem er in der Saison 2009 kein neues Team gefunden hatte. Er wurde in das NFL 2000s All-Decade Team gewählt. Im Jahr 2014, dem ersten Jahr, in dem Brooks aufnahmeberechtigt war, wurde er in die Pro Football Hall of Fame aufgenommen. Im gleichen Jahr gaben die Buccaneers bekannt, die von Brooks getragene Nummer 55 zukünftig nicht mehr zu vergeben.
Nach dem Ende seiner Spielerkarriere war Brooks als Analyst für ESPN tätig und war ab 2011 Präsident und Mitbesitzer der Tampa Bay Storm in der Arena Football League, die ihren Spielbetrieb nach der Saison 2017 einstellten.

### NFL-Statistiken
| Saison                             | Saison | Spiele | Spiele      | Tackles | Tackles | Tackles | Tackles | Interceptions | Interceptions | Interceptions | Interceptions | Interceptions | Fumbles | Fumbles | Fumbles |
| Jahr                               | Team   | Spiele | als Starter | Gesamt  | Solo    | Ast     | Sacks   | PD            | INT           | Yds           | Lng           | TD            | FF      | FR      | TD      |
| ---------------------------------- | ------ | ------ | ----------- | ------- | ------- | ------- | ------- | ------------- | ------------- | ------------- | ------------- | ------------- | ------- | ------- | ------- |
| 1995                               | TB     | 16     | 13          | 79      | 60      | 19      | 1,0     |               | 0             | 0             | 0             | 0             | 2       | 0       | 0       |
| 1996                               | TB     | 16     | 16          | 133     | 92      | 41      | 0,0     |               | 1             | 6             | 6             | 0             | 1       | 0       | 0       |
| 1997                               | TB     | 16     | 16          | 145     | 102     | 43      | 1,5     |               | 2             | 13            | 13            | 0             | 1       | 1       | 0       |
| 1998                               | TB     | 16     | 16          | 158     | 123     | 35      | 0,0     |               | 1             | 25            | 25            | 0             | 2       | 0       | 0       |
| 1999                               | TB     | 16     | 16          | 153     | 119     | 34      | 2,0     | 18            | 4             | 61            | 38            | 0             | 2       | 2       | 0       |
| 2000                               | TB     | 16     | 16          | 146     | 123     | 23      | 1,0     | 5             | 1             | 34            | 34            | 1             | 5       | 0       | 0       |
| 2001                               | TB     | 16     | 16          | 113     | 80      | 33      | 0,0     | 11            | 3             | 65            | 53            | 0             | 1       | 0       | 0       |
| 2002                               | TB     | 16     | 16          | 118     | 88      | 30      | 1,0     | 11            | 5             | 218           | 97            | 3             | 1       | 1       | 1       |
| 2003                               | TB     | 16     | 16          | 103     | 73      | 30      | 1,0     | 9             | 2             | 56            | 44            | 1             | 2       | 0       | 0       |
| 2004                               | TB     | 16     | 16          | 137     | 109     | 28      | 3,0     | 6             | 1             | 3             | 3             | 0             | 2       | 0       | 0       |
| 2005                               | TB     | 16     | 16          | 125     | 93      | 32      | 3,0     | 11            | 1             | 0             | 0             | 0             | 1       | 0       | 0       |
| 2006                               | TB     | 16     | 16          | 121     | 96      | 25      | 0,0     | 4             | 3             | 51            | 21            | 1             | 0       | 0       | 0       |
| 2007                               | TB     | 16     | 16          | 109     | 84      | 25      | 0,0     | 1             | 0             | 0             | 0             | 0             | 3       | 0       | 0       |
| 2008                               | TB     | 16     | 16          | 73      | 58      | 15      | 0,0     | 7             | 1             | −2            | −2            | 0             | 1       | 0       | 0       |
| Gesamt                             | Gesamt | 224    | 221         | 1713    | 1300    | 413     | 13,5    | 84            | 25            | 530           | 97            | 6             | 24      | 4       | 1       |
| Quelle: pro-football-reference.com |        |        |             |         |         |         |         |               |               |               |               |               |         |         |         |

## Persönliches
Brooks ist verheiratet und hat vier Kinder.